# Trichoschmidtia
Trichoschmidtia is een geslacht van rechtvleugeligen uit de familie Euschmidtiidae. De wetenschappelijke naam van dit geslacht is voor het eerst geldig gepubliceerd in 1974 door Descamps.

## Soorten
Het geslacht Trichoschmidtia  is monotypisch en omvat slechts de volgende soort:
- Trichoschmidtia ampulla (Descamps, 1974)